# 奇卡爾科縣

36°23′54″S 67°8′39″W / 36.39833°S 67.14417°W
奇卡爾科縣（西班牙語：Departamento Chical Co），是阿根廷的縣份，位於該國中部拉潘帕省，首府設於阿爾加羅沃-德爾阿吉拉，面積9,117平方公里，2010年人口1,502，人口密度每平方公里0.2人。